# Óscar (película)
Es una película cómica de 1991 protagonizada por Sylvester Stallone. Esta comedia nos lleva a conocer a un contrabandista con una promesa que está en la obligación de cumplir. Pero no le será fácil ya que juró a su padre horas antes de fallecer que volvería a una vida tranquila y decente, y que dejaría el mundo de la ilegalidad. Pero lo que no sabía el protagonista es que su vida cambiaría por completo y que ese cambio le resultará bastante difícil.
Esta película fue dirigida por John Landis y contiene música original de Elmer Bernstein. Es un remake de Oscar (1967), protagonizada por Louis de Funès. Como detalle curioso, el actor que interpreta a Oscar es el propio guionista Jim Mulholland.

## Argumento
El año es 1931 durante la Gran Depresión; Angelo "Snaps" Provolone (Stallone), es el jefe de una poderosa y acaudalada mafia; sin embargo hace un mes su padre en su lecho de muerte le hizo jurar que abandonaría la vida criminal y trabajaría honestamente; por ello un mes después Angelo ha comenzado a educarse, ha convertido a sus matones de confianza en sirvientes de su mansión y se prepara para recibir en su casa a un grupo de banqueros con quienes planea asociarse de forma que ellos obtengan el capital que tanto necesitan a causa de la crisis y él un trabajo y un lugar en la alta sociedad. Sin embargo Vendetti, un mafioso enemigo de Angelo y el Teniente Toomey, quien hace mucho desea atraparlo, creen que todo es una farsa para encubrir negocios sucios y lo mantienen vigilado esperando una oportunidad de acabarlo. A partir de este punto la película narra los extraños sucesos que inician a las 8:30 a. m. hasta mediodía.
A las 8:30 de la mañana se presenta Anthony Rossano, contador de Angelo, quien le explica que es el novio de su hija, por lo que desea que aumente su salario para casarse con ella y darle un estilo de vida como el que ella acostumbra; al ver la indignación de su jefe revela que durante el tiempo que ha trabajado para él cometió un error en los libros de contabilidad y accidentalmente ha robado U$50.000 que está dispuesto a devolver en forma de joyas como regalo a su hija cuando se casen, tras discutirlo Angelo a regañadientes acepta darles su bendición; sin embargo inmediatamente decide encarar a su hija Lisa, una niña consentida y exagerada quien insiste que casarse es la única forma de escapar de la supuesta "opresión" de su casa y poder recorrer el mundo. Lisa, por consejo de la sirvienta de la casa, miente a su padre asegurando estar embarazada de su novio por lo que casarse es una necesidad.
Mientras Angelo se reúne con sus sastres intentado ponerse el traje que ha encargado una nueva visita llega, se trata de una joven humilde llamada Theresa, quien le revela que es la novia de Anthony y le ha mentido asegurando ser su hija para estar a la altura del muchacho. Al encarar nuevamente a Lisa junto a su esposa Sofía esta les revela que su novio es Oscar, el anterior chófer de la casa quien huyó, se enlistó y partió al extranjero huyendo del compromiso. Angelo idea un plan y hace firmar a Anthony un documento donde reconoce ser el padre y se compromete a casarse con la hija de Angelo creyendo que se trata de Theresa. Tras recuperar las joyas Angelo le revela la verdad, pero obligado por el documento Anthony no puede negarse, esto lo lleva a discutir con Theresa quien rompe la relación al verlo más interesado en el dinero que en ella.
A todas las noticias se suma el que Nora, criada de la casa, renuncia ya que se casará con un heredero de gran fortuna, sin embargo mientras se marcha por error se lleva el maletín con las joyas en vez de su equipaje sin que nadie lo note. Paralelamente Anthony busca una forma de evadir el compromiso y al conocer al Dr. Thornton Poole, un lingüista que intenta educar a Angelo, decide emparejarlo con Lisa y aunque el engaño es descubierto ambos se sienten atraídos por lo que deciden aceptar, Poole revela a Lisa que por su trabajo debe viajar constantemente por lo que le pide que lo acompañe, iniciando con un viaje a París, ciudad que ella siempre ha soñado conocer.
Anthony revela que por error sacó de nómina otros cincuenta mil y desea cambiarlos por las joyas, esto hace que se descubra que las joyas se las ha llevado Nora y tratan recuperarlas, pero como desconocen que los demás también intentan recuperarlas, intercambian maletines una y otra vez, de forma que los hombres de Vendetti y Tooley creen que se trata de lavado de dinero al ver a tanta gente mover maletines constantemente.
Nuevamente Theresa visita a Angelo arrepentida de haber roto con Anthony, por lo que este arregla una reconciliación tras haber recuperado el dinero. Al mismo tiempo llega una nueva sirvienta para reemplazar a Nora, esta resulta ser Roxanne, el primer amor de Angelo, quien desapareció hace muchos años obligada por su padre a esconderse en un convento al ser madre soltera. Para sorpresa de Angelo, Roxanne no solo le revela que él es el padre de la criatura, sino que se trata de Theresa, quien realmente resultó ser su hija.
Tras finalmente resolver todos los conflictos por fin es mediodía y Angelo se dispone a recibir a los banqueros para concretar el acuerdo, sin embargo, gracias a la asesoría de Anthony descubre que el contrato que intentan hacerlo firmar lo obliga a poner el capital, le niega derecho a voto en los negocios y lo señala como único responsable de cualquier fracaso o irregularidad que suceda en los negocios. En ese instante se presenta Tooley en una redada acompañado de la prensa creyendo que los banqueros son mafiosos que se han reunido con Angelo, cuando descubren que se trata de banqueros intenta usar el maletín como evidencia pero resulta que finalmente se han quedado con la ropa interior de Nora por lo que Tooley hace el ridículo frente a la prensa; sin embargo mientras se retira humillado choca contra Vendetti, quien planeaba emboscar y asesinar a Angelo y su gente, de forma que Tooley se redime frente a la prensa al aprehenderlo.
Angelo echa de su casa a los banqueros que han intentado timarlo y tras razonar que los mafiosos no son tan corruptos como la gente respetable pide perdón a la memoria de su padre y decide volver a los negocios ilegales. Algún tiempo después se celebra una boda doble de las hijas de Angelo, pero a último momento Oscar, quien ha regresado del servicio, objeta el matrimonio intentado detenerlo; sin embargo tras una orden de Angelo sus hombres se lo llevan con ellos y continúa la celebración.

## Reparto
- Sylvester Stallone como Angelo "Snaps" Provolone.
- Ornella Muti como Sofia Provolone.
- Don Ameche como el padre Clemente.
- Peter Riegert como Aldo.
- Tim Curry como el Dr. Thornton Poole
- Vincent Spano como Anthony Rossano.
- Marisa Tomei como Lisa Provolone.
- Eddie Bracken como Five-Spot Charlie.
- Linda Gray como Roxanne.
- Chazz Palminteri como Connie.
- Kurtwood Smith como el teniente Toomey.
- Art LaFleur como el oficial Quinn.
- Robert Lesser como el oficial Keough.
- Yvonne De Carlo como tía Rosa.
- Martin Ferrero como Luigi Finucci.
- Harry Shearer como Guido Finucci.
- Richard Romanus como Vendetti.
- Joey Travolta como Ace.
- Jim Mulholland como Oscar.
- Kirk Douglas como Eduardo Provolone.
- Elizabeth Barondes como Theresa.